# Jean-Philippe Suisse
Pour les articles homonymes, voir Suisse (homonymie).
Jean-Philippe Suisse (parfois appelé Charles Suisse, sans doute par confusion avec son fils), né à Gorze le 9 juillet 1807 et mort le 25 octobre 1882 à Dijon, est un architecte français.

## Biographie
Jean Philippe Suisse, né à Gorze en Moselle le 9 juillet 1807, est le fils de Jean Philippe Suisse (1778-1838), devenu employé de l’octroi à Paris, et de Marguerite George (1779-1840).
Le 30 mai 1844, il épouse à Paris, Marie Cornélie Fauste Marsuzi de Aguirre (1824-1880), d’origine italienne et décédée à Gênes.
Architecte diocésain honoraire, il décède à son domicile à Dijon le 25 octobre 1882, à l’âge de 75 ans. Il est le père de l'architecte Charles Suisse (1846-1906).

## Carrière
Il entre à l’école Impériale et Spéciale des beaux-arts de Paris, promotion 1829 et sera élève d'Adrien-Louis Lusson.
Jean-Philippe Suisse est architecte du département de la Côte-d'Or de 1850 à 1872 et architecte diocésain de Dijon de 1850 à 1873. 
Il est l'auteur de la sacristie de la cathédrale Saint-Bénigne de Dijon et effectué des travaux au château de Thoisy-la-Berchère. Il est également l'architecte de la prison de Dijon, située au n°72 de la rue d'Auxonne, en 1852.
Il reçoit la Légion d'honneur en 1860.

## Œuvres

### Dijon
- Extension de l'Asile Départemental de la Chartreuse, entre 1846 et 1847[9].
- Maison d'arrêt de Dijon, en 1855[10]
- La sacristie de la Cathédrale Saint-Bénigne de Dijon, en 1857[11]
- Abattoir Municipal situé rue du Petit-Cîteaux, construit en 1858, détruit et remplacé par l'Hôtel de police en 1972[12].

### Côte-d'Or
- La façade occidentale et le clocher de l'Église Saint-Clair de Fontanes, en 1854[13]
- Palais de justice et tribunal de commerce de Beaune, en 1857[14]
- Château de Belan-sur-Ource, en 1863[15]
- Hôtel de ville de Montceau-les-Mines, en 1876 [16]

## Galerie

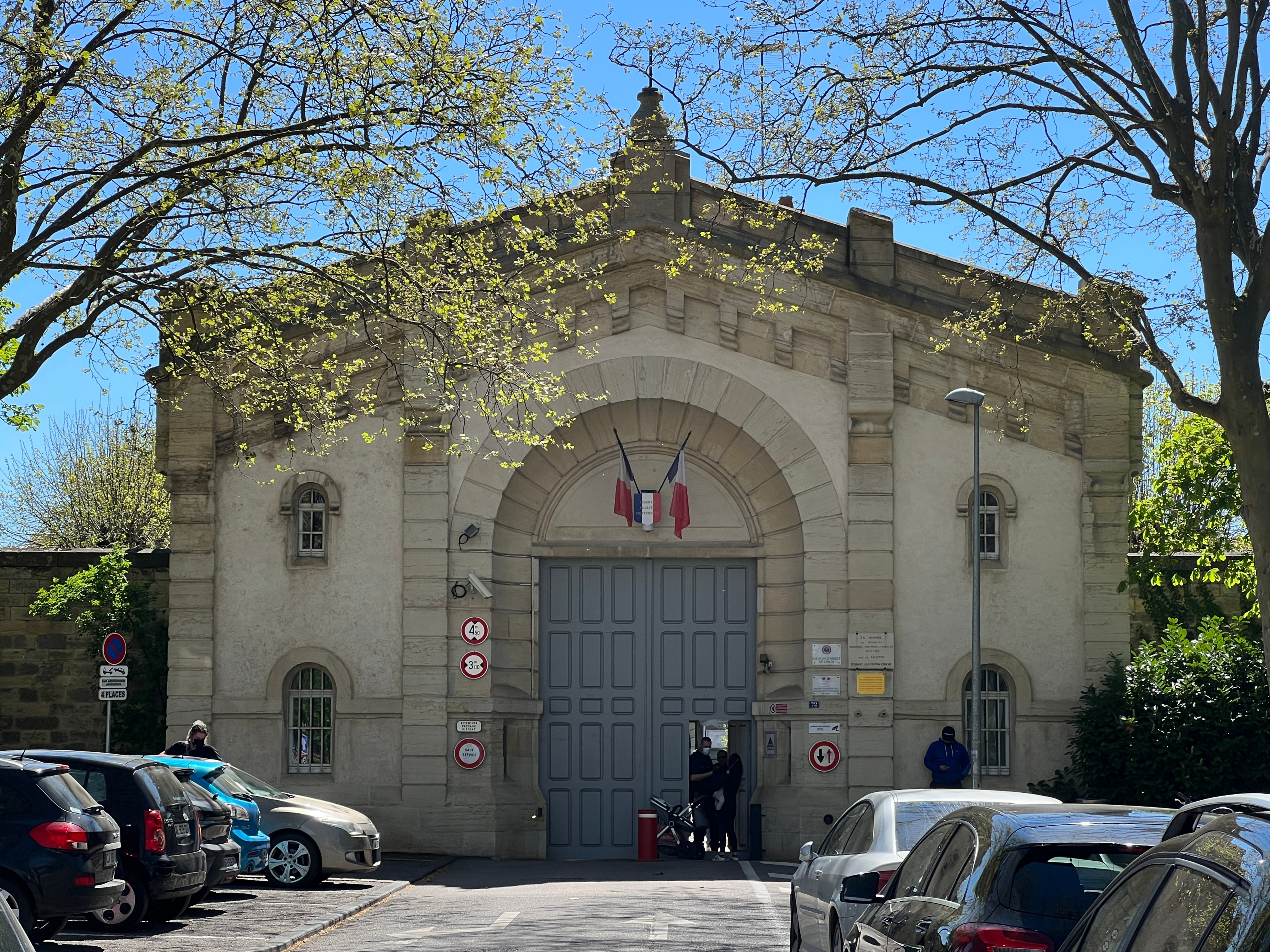
Maison d'arrêt de Dijon
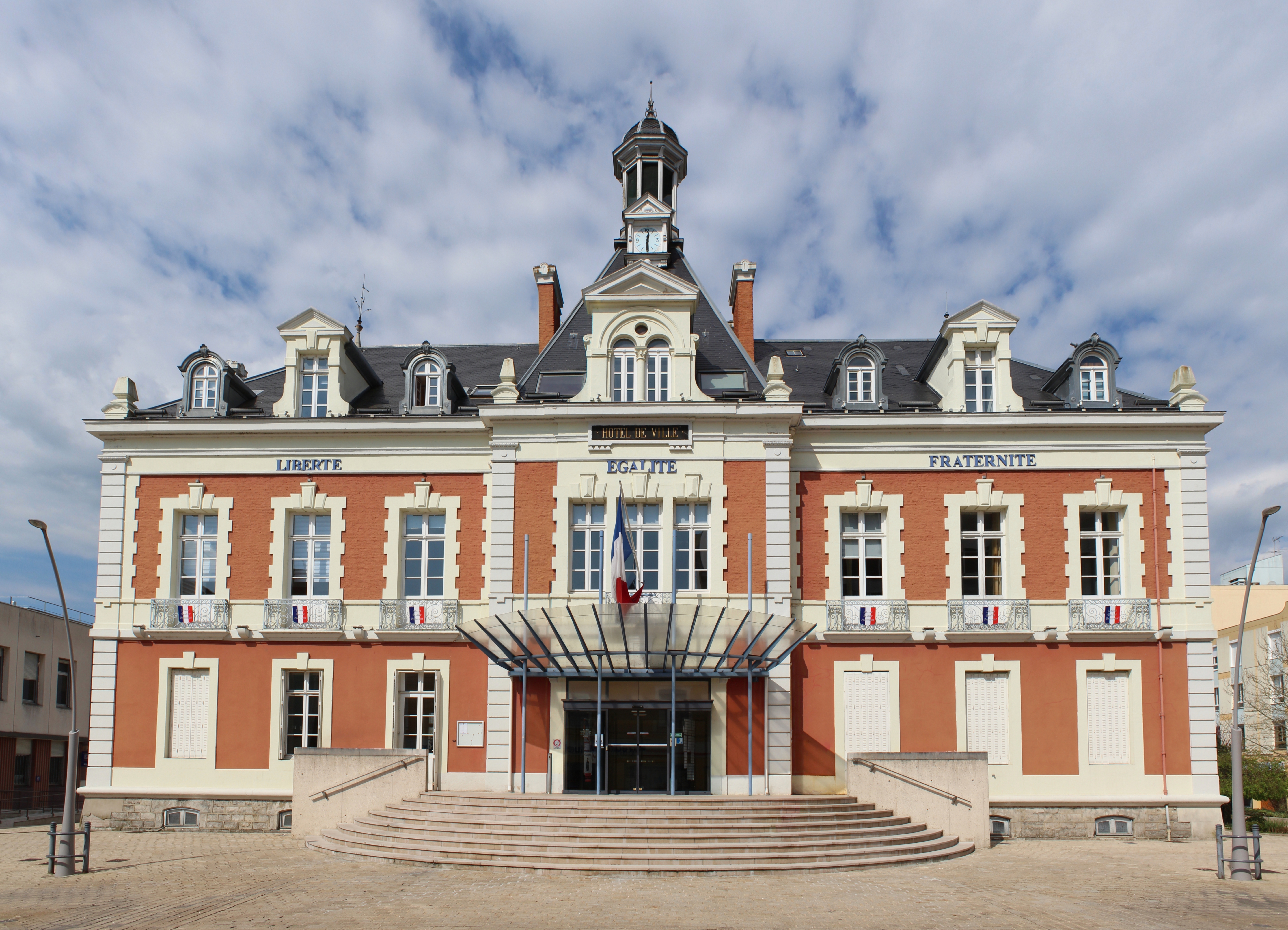
Hôtel de ville de Montceau-les-Mines
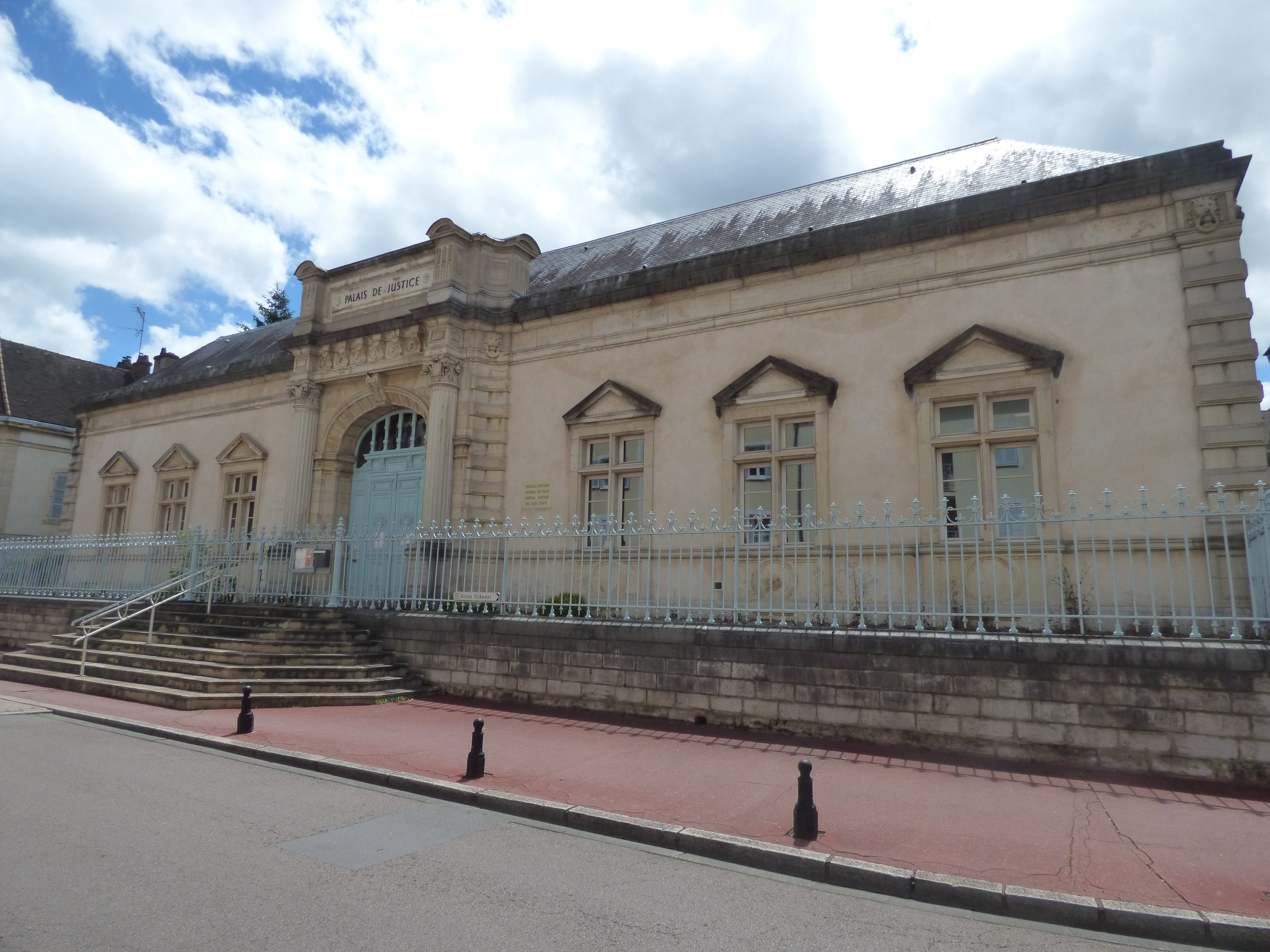
Palais de justice de Beaune
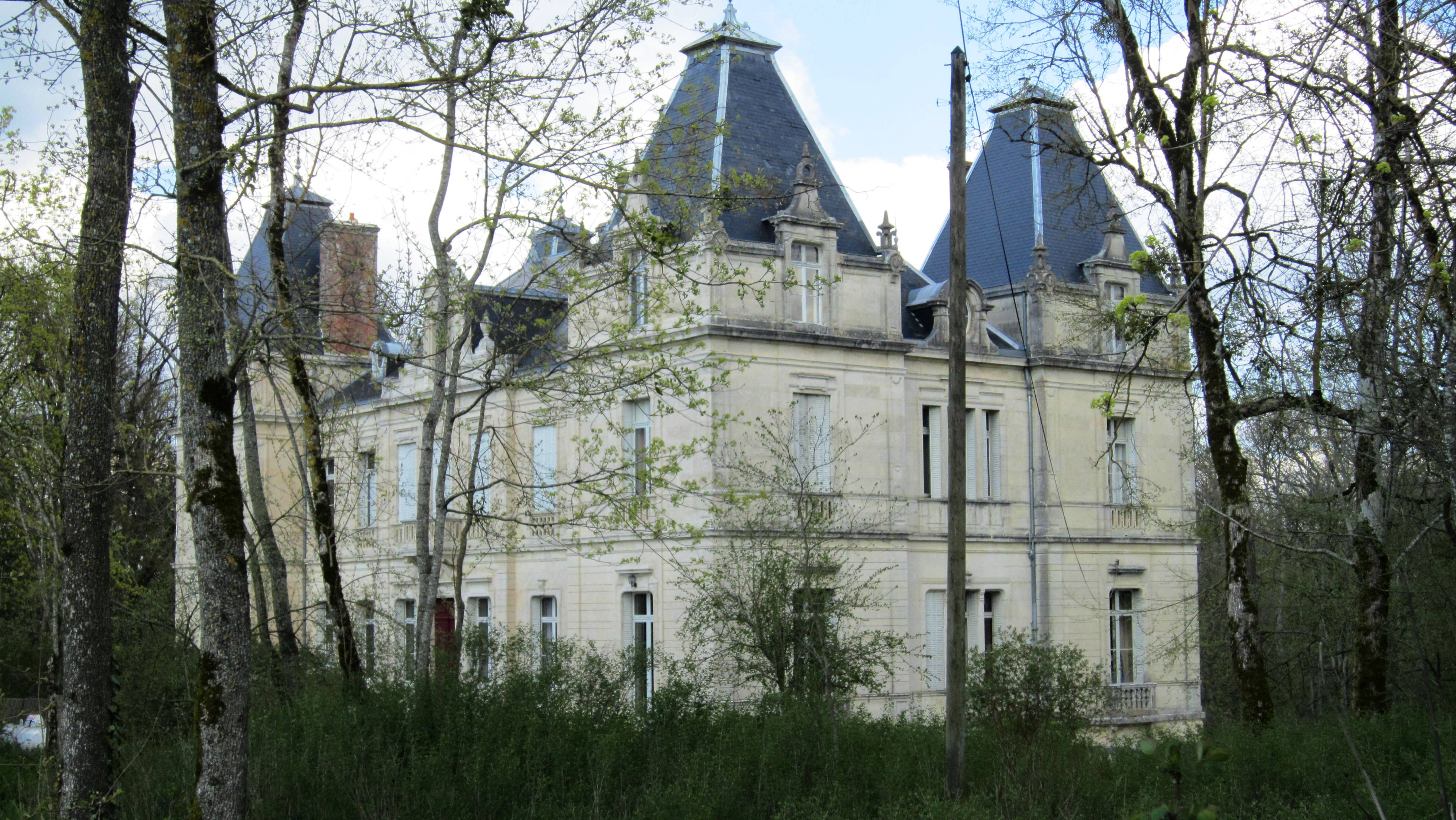
Château de Belan-sur-Ource
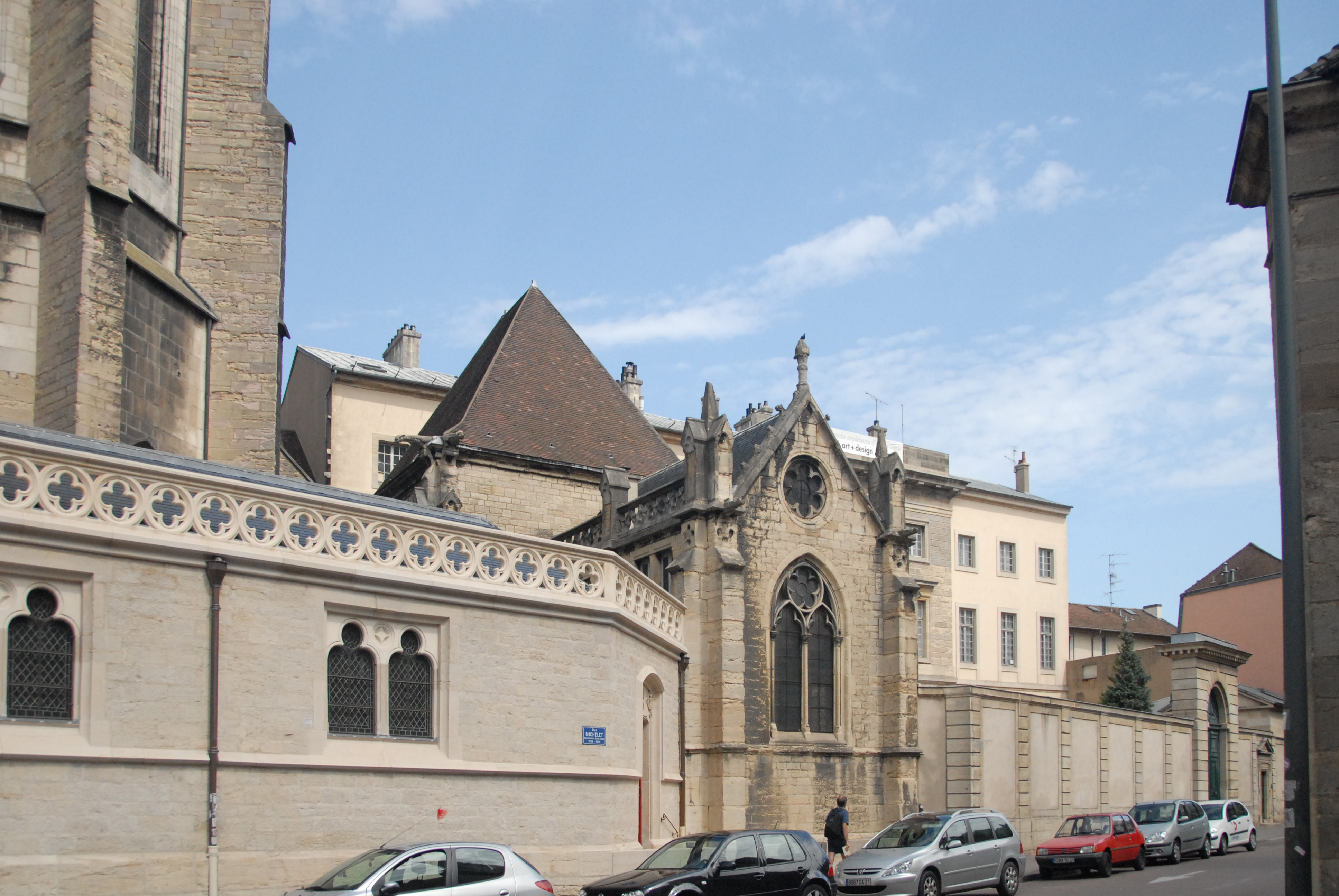
Sacristie de la cathédrale Saint-Bénigne de Dijon

## Sources
1. 1 2 3  Dossier de Légion d'honneur
2. ↑  Archives départementales de Côte d’Or, mariages Ouges 1868, vue  37/221 :  mention du décès et de la profession de Jean Philippe Suisse (1778-1838) comme employé de l’octroi à Paris, lors du mariage de son fils François Georges, le 3 décembre 1868 à Ouges, Côte d’Or.
3. ↑  Fiche d'état civil reconstitué sur Filae et relevé sur Geneanet : mariage le 30 mai 1844 à Paris, 1er, entre Jean Philippe Suisse, 14 rue Buffaut, et Cornélie Fauste Félix Pie Adéotata Marie Marsuzi de Aguirre.
4. ↑  Archives départementales de Côte d’Or, mariages Dijon 1886, vue  89/365, acte 94 :  mention du décès de Cornélie Fauste Marsuzi de Aguirre, épouse de l’architecte Jean Philippe Suisse, lors du mariage de leur fille Louise Marie, le 29 mars 1886 à Dijon.
5. ↑  Archives départementales de Côte d'Or, décès Dijon 1882, vue 287/377, acte de décès n°1117 : décès le 25 octobre 1882 de Jean Philippe Suisse, veuf, architecte diocésain honoraire.
6. 1 2 3  Répertoire des architectes diocésains, École des chartes.
7. ↑  « Dossier d'élève aux Beaut Arts de Paris », sur Aghora (consulté le 18 juillet 2021).
8. ↑  https://www.pop.culture.gouv.fr/notice/merimee/IA21000910
9. ↑  https://www.pop.culture.gouv.fr/notice/merimee/IA21000882
10. ↑  https://www.pop.culture.gouv.fr/notice/merimee/IA21000910?auteur=%5B%22SUISSE%20Jean-Philippe%20%28architecte%29%22%2C%22Suisse%20Jean-Philippe%20%28architecte%29%22%2C%22Suisse%20Jean-Philippe%20%28architecte%20d%C3%A9partemental%29%22%5D&idQuery=%225cbe8c0-2d3-e0a4-62f-fa6687f20%22
11. ↑  « Rotonde de la cathédrale Saint-Bénigne de Dijon », sur Archipat, 28 août 2018 (consulté le 2 mai 2023).
12. ↑  ICOVIL, « Dijon et son agglomération – Tome 1, p86 », sur icovil.com, 2012
13. ↑  https://www.pop.culture.gouv.fr/notice/merimee/IA46101274?auteur=%5B%22SUISSE%20Jean-Philippe%20%28architecte%29%22%2C%22Suisse%20Jean-Philippe%20%28architecte%29%22%2C%22Suisse%20Jean-Philippe%20%28architecte%20d%C3%A9partemental%29%22%5D&idQuery=%22d73754-072d-c83-1e4c-b6fab5a1031%22
14. ↑  https://www.pop.culture.gouv.fr/notice/merimee/IA21000097?auteur=%5B%22Suisse%20Jean-Philippe%20%28architecte%20d%C3%A9partemental%29%22%5D&idQuery=%22c146a6-bd2-cb4e-acfe-3aaba58ce88a%22
15. ↑  https://www.pop.culture.gouv.fr/notice/merimee/PA00112758
16. ↑  https://www.pop.culture.gouv.fr/notice/merimee/IA71000073?auteur=%5B%22SUISSE%20Jean-Philippe%20%28architecte%29%22%2C%22Suisse%20Jean-Philippe%20%28architecte%29%22%2C%22Suisse%20Jean-Philippe%20%28architecte%20d%C3%A9partemental%29%22%5D&idQuery=%225163082-28bb-0d01-e8f1-2deb5be3b4d7%22